# Drosophila occidentalis
Drosophila occidentalis är en tvåvingeart som beskrevs av Spencer 1942. Drosophila occidentalis ingår i släktet Drosophila och familjen daggflugor.
Artens utbredningsområde täcker delar av norra Nordamerika, från Yukon och Washington till Montana, Kalifornien och Colorado.